# К товарищам по службе
«К това́рищам по слу́жбе» — условное название стихотворения римского поэта Гая Валерия Катулла, включённого в состав посмертного сборника («Книги Катулла Веронского») под номером 46 и написанного весной 56 года до н. э. Автор здесь прощается с Вифинией, готовясь отправиться в Азию и далее в Рим в составе свиты пропретора Гая Меммия.